# HD 85945
HD 85945 eller HR 3922, är en ensam stjärna i mellersta delen av stjärnbilden Stora björnen. Den har en skenbar magnitud av ca 5,96 och är svagt synlig för blotta ögat där ljusföroreningar ej förekommer. Baserat på parallax enligt Gaia Data Release 3 på ca 7,41 mas, beräknas den ligga på ett avstånd av ca 432 ljusår (ca 132,5 parsec) från solen. Den rör sig närmare solen med en heliocentrisk radialhastighet av ca –47 km/s. På det aktuella avståndet minskar stjärnans skenbara magnitud med 0,03 enhet på grund av interstellär skymning mellan jorden och stjärnan.

## Egenskaper
HD 85945 är en gul till vit jättestjärna av spektralklass G6 III:Fe-0.5, för närvarande belägen på den horisontella jättegrenen. Den har en massa av ca 2,5 solmassor, en radie av ca 10,3 solradier och utsänder energi från dess fotosfär motsvarande ca 78 gånger solen vid en effektiv temperatur av ca 5 300 K. Stjärnan är något metallfattigt jämfört med solen, med ett överskott av järn som motsvarar 40 procent av solens.